# 魔兽争霸：人类与兽人
《魔兽争霸：人类与兽人》是一款暴雪娱乐公司开发并发行的即时战略游戏（RTS），于1994年1月15日在美国首次发布。该游戏是魔兽争霸系列的第一部作品。该游戏目前可在GOG平台购买，亦可在《魔兽争霸：人类与兽人》的官方网站上找到演示程序。

## 概述
游戏内容为发生于魔兽世界中的一部分——艾泽拉斯。战役描述了“First War”的全过程。
与该年同期的其他即时战略游戏相比，该款游戏分设了人类联盟（Humans）与兽人部落（Orcs）两个不同的阵营，阵营一般简称为人族与兽族，摧毁对方阵营即获得胜利。

### 单位

兽族部队截图

人族部队截图

在游戏中，两个不同的种族其单位和建筑都是相对应的，其单位虽然名字不同，两者对应的单位外形却看起来基本相同。例如，除了在攻击力上的微小不同，兽族的枪兵和人族的弓箭手看起来基本相同。在游戏单位设置上，两者各个单位之间存在相应的克制关系。
两个种族的不同单位有不同的能力和相应作用。
人族的“农民”和兽族的“苦工”是工作单位；他们能够采集木头，采集金子，建造和维修建筑。建造了建筑物后能生产更高级的单位或者升级攻击力、护甲或其他相应能力。
人族的步兵（footmen）、兽族的武士（grunt）是基本战斗单位，他们能提供有限的攻击力，在游戏后期的作用较小。
兽族的枪兵（spearman）和人族的弓箭手（archer）的攻击力不强，但是能够远程攻击，比较灵活。兽族的狼骑兵（raider）和人族的骑兵（knight）的攻击力较强，移动速度快，在部队中一般用于打前锋。
兽族的巫师（necrolyte）、邪术师（warlock）和人族的法师（cleric）、传教士的攻击力虽低，却拥有强大的法术，一般作为作战队伍中的辅助部队。蜘蛛（spider）、骷髅兵（skeleton）和蝎子（scorpion）分别是邪术师、巫师和人族传教士用魔法召唤出来的生物，攻击力一般。因他们能随时被召唤，能用其来侦查地图。
投石车（catapult）能同时对九个方块投掷投射物而给对方造成伤害，但是因为他们不能向没有敌人的空地进行攻击，所以很难用它攻击移动单位。其速度慢，且易被攻击，在游戏战略中一般放在队伍的最后。
在战役中，也有一些“中立”单位出现在地牢里。包括了强盗、食人魔、火元素、蝎子、蜘蛛和骷髅，他们因有较高的护甲，所以被攻击时，受到伤害较少。游戏中还有几个特殊人物，后逐渐演变为魔兽争霸系列中的英雄，最终成为魔兽世界的一部分。

### 建筑
农场（Farm）建造后可以增加人口上限，增加可生产的单位总数。
城镇大厅（Town）是基本的建筑物，用来制造工作单位。
伐木场（Lumber Mill）和铁匠铺（Blacksmith）分别是人类和兽族提升攻击力和护甲的建筑。
兵营（Barracks）用来成产武士、枪兵、投石车和狼骑兵。
寺庙（Temple）和塔（Tower）分别用来生产巫师、法师，或者研究巫术、法术。
狼穴（Kennel）可以用来研究狼骑兵的坐骑，或者提升他们的能力。

## 故事背景
長久以來，墮落泰坦-薩格拉斯一直在策劃滅絕艾澤拉斯大陸上所有的生命。為此，薩格拉斯精神操控了人類法師-麥迪文，並強迫他與來自德拉諾大陸的獸人術士-古爾丹聯繫。而在德拉諾中，薩格拉斯也利用自身力量來腐化了這些曾經愛好和平的獸人，並將他們打造成一支嗜血的軍隊。這股被狂暴並強大的勢力穿越過由麥迪文與古爾丹所建立的黑暗之門，向暴風王國開戰。在半獸人-迦羅娜的協助下，艾澤拉斯雄獅-安杜因‧洛薩領導人類士兵英勇捍衛自己的家園。但最終，強大的獸人軍隊還是擊潰了暴風王國的防禦。而暴風王國在悲慘淪陷的同時，迦羅娜也背叛了她的盟友，刺殺了暴風國王-萊恩‧烏瑞恩，決定了王國的戰敗。（後續故事：《魔兽争霸II：黑潮》）

## 影响
一开始，《魔兽争霸：人类与兽人》并未成为一个大作，而被认为是《沙丘II》的跟风之作。
尽管如此，《魔兽争霸：人类与兽人》还是为暴雪娱乐公司赢得了许多奖项，而其创造的魔兽世界的这一概念也被逐渐世人所认同。而该游戏的出色销量，也为暴雪娱乐将来的发展奠定了基础。
《魔兽争霸：人类与兽人》不仅仅只是参考《沙丘II》的游戏操作设定，该款游戏所附带的随机地图生成器，给游戏增添了丰富的元素。最主要的是，其开创的即时战略联网模式为以后的竞技游戏打下了基础。

## 争议

### 抄袭与模仿
自从该游戏于1994年问世以来，不少玩家认为它与Games Workshop的《战锤》系列有相似之处，也有人认为暴雪直接抄袭《战锤》。还有人认为《魔兽争霸：人类与兽人》最初就是一个《战锤》游戏。
2014年12月23日，《魔兽争霸》制作人Patrick Wyatt称，暴雪联合创始人艾伦·阿德汗本来想通过《战锤》的品牌授权带来销售，因为该游戏的艺术风格方面的很多灵感都来自于《战锤》系列。不过到后来由于商业条款缺乏吸引力，开发团队成员希望能全面掌控游戏制作等种种原因，再加上暴雪不希望在此之前于DC漫画合作开发的《超人：绝处逢生》和《正义联盟特遣部队》两款游戏从而导致的可怕经历在新游戏身上重演而叫停双方合作。
此外，那位设计师还声称，在《魔兽争霸》发行数年以后，他的父亲从亚洲给他带来了一套《战锤》的模型，并对他说战锤开发者在抄袭魔兽争霸，应拿起法律武器来保护。